# Işıklar, Eyüp
Işıklar là một xã thuộc huyện Eyüp, tỉnh Istanbul, Thổ Nhĩ Kỳ. Dân số thời điểm năm 2010 là 567 người.